# Hermann Welcker
Hermann Welcker, född den 8 april 1822 i Giessen, död den 12 september 1897 i Winterstein, var en tysk anatom. Han var brorson till Friedrich Gottlieb och Carl Theodor Welcker.
Welcker blev 1853 docent i anatomi i Giessen och 1859 extra ordinarie professor i Halle samt var 1866—1893 ordinarie professor i samma ämne där. Inom olika områden av sin vetenskap var han outtröttligt verksam. Bland hans arbeten märks undersökningar över räkning av blodkroppar och över blodets halt av färgämne samt hans studier Über Wachsthum und Bau des menschlichen Schädels (1862), vilka följts av en stor mängd andra arbeten av antropologiskt innehåll.